# Petaurus australis
Petaurus australis là một loài động vật có vú trong họ Petauridae, bộ Hai răng cửa. Loài này được Shaw mô tả năm 1791.

## Hình ảnh

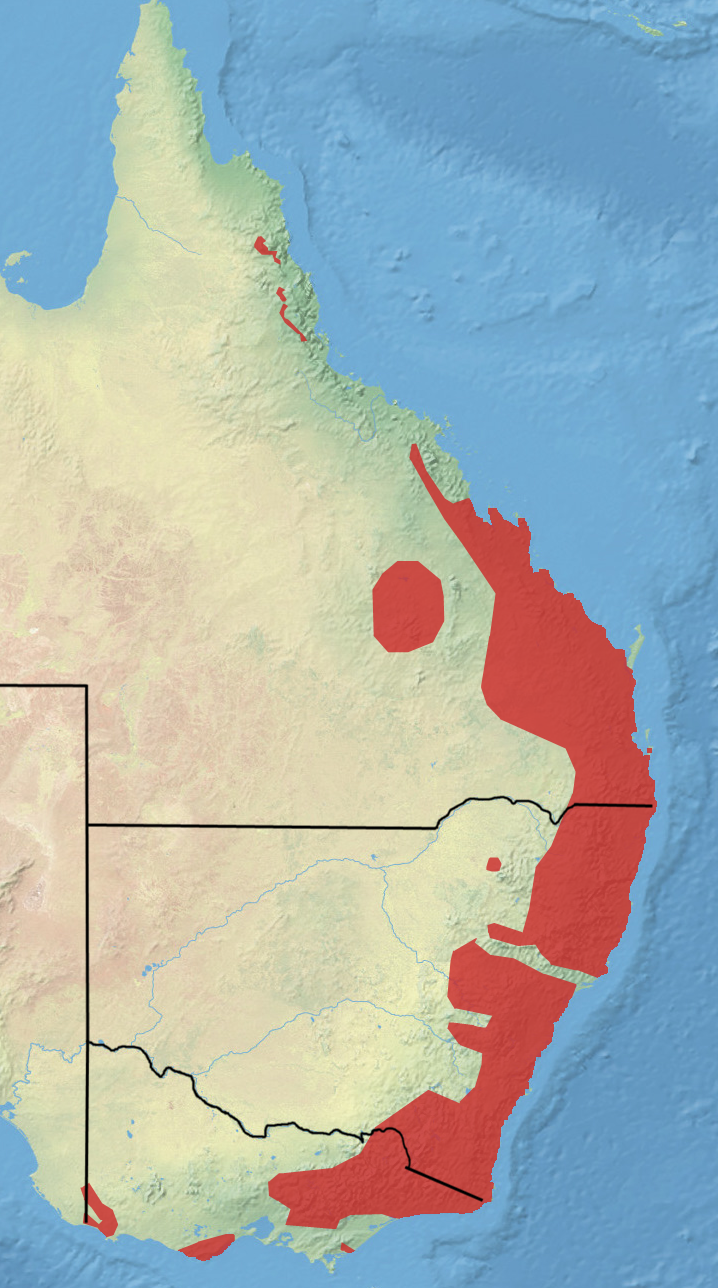